# Guahaihoque
Guahaihoque es una banda de Folk Death Metal Ancestral formada en Santiago de Cali, Colombia. La banda habla sobre mitologías de la América prehispánica, de sus cosmogonías, rituales mágicos, su respeto por la madre tierra, antepasados, batallas, etcétera. El nombre de la banda, proviene de la mitología Muisca, siendo Guahaihoque el espíritu de la muerte, guardián del umbral de la eternidad. Fue formada en 1990 y aún sigue activa.
Guahaihoque introduce aerófonos ancestrales, tales como: “Quena, Quenacho, Sikus, Zampoña, Malta, Flauta de pan, Zanca-zampoña”. Estos instrumentos nativos le agregan una esencia mística y espiritual y ante todo un color único a su sonido caracterisco cargado de misticismo y fuerza. Guahaihoque construye sus composiciones como una sinergia de varias influencias del Metal, como son: “Death - Black - Thrash - Doom - Heavy Metal” así también toma como fundamento la música ritual antigua, originaria del continente americano. Su música maneja diversos estados en dinámica de composición; presentando canciones que no son metal, sino una especie de música folk acústica, cargada de diversas intervenciones con aerofonos suramericanos acompañados de percusiones y sonidos del bosque.
Guahaihoque es considerado como uno de los grupos representativos del Folk Metal ancestral o prehispánico de América del Sur.

## Discografía
- Shades of a Golden Past (demo) (1997)
- Promo track 2005 (sencillo) (2005)
- The Return of the Ancient Gods (CD) (2007)

## Miembros

### Miembros actuales
- Itztlin (vocalista)
- Ancestro (guitarra)
- Munseishi (instrumentos ancestrales)
- Chihiza   ( Batería )

.

### Miembros pasados
- Saitaz: Bass 2005-2007
- Od: Vocals 1996-2005
- Kavi: Drums 1996-2005
- Ramiro: Guitar 1996-1997
- Luis Fernando Millán: Bass 1996-1997
- Rose: Soprano 1997
- María del Pilar Carmona: Mezzo soprano 1996-1997
- Demolt: Batería 2006-2007